# Sefrés
Sefrés (em grego clássico: Sephres) ou Sauré (em egípcio: Sahuré) foi o segundo faraó da V dinastia egípcia. O seu nome significa "aquele que está próximo de Rá". Reinou o Egito entre 2487 e 2475 a.C. (datas aproximadas). Segundo o Cânone de Turim terá reinado doze anos. 
A sua mãe foi Quentecaus I e o seu pai Seberquerés ou Userquerés (para alguns investigadores Userquerés seria o seu irmão). O túmulo da sua mãe em Guiza (Gizé) afirma que esta foi "mãe de dois reis" (o seu irmão Neferircaré foi rei do Egito); ali a rainha surge retratada com a barba ritual delgada e retangular e com a serpente real (ureu), atributos dos reis egípcios, o que pode sugerir que Quentecaus foi regente durante a menoridade de Sefrés.
Sabe-se pouco sobre as esposas ou filhos deste rei. Foi sucedido pelo seu irmão Neferircaré.
Segundo as fontes, o rei foi generoso na doações de terras a vários funcionários e templos, que adquirem progressivamente autonomia para administrar os seus bens. É a partir da V dinastia que se afirma no Egito uma progressiva privatização do solo, que até então pertencia teoricamente ao rei.
Durante o seu reinado a actividade comercial com a região do Médio Oriente é intensa. A Pedra de Palermo refere expedições ao Sinai e ao Punt (terra situada provavelmente no Corno de África), de onde se trouxe a mirra, a malaquite e o eletro. A tradição atribui a este rei o estabelecimento da primeira frota marinha egípcia. 
Algumas cenas mostram ao rei a lutar contra os Líbios, mas não se sabe se comprovam uma efectiva actividade militar contra aquele povo ou se seriam mera propaganda política. 

## Construções

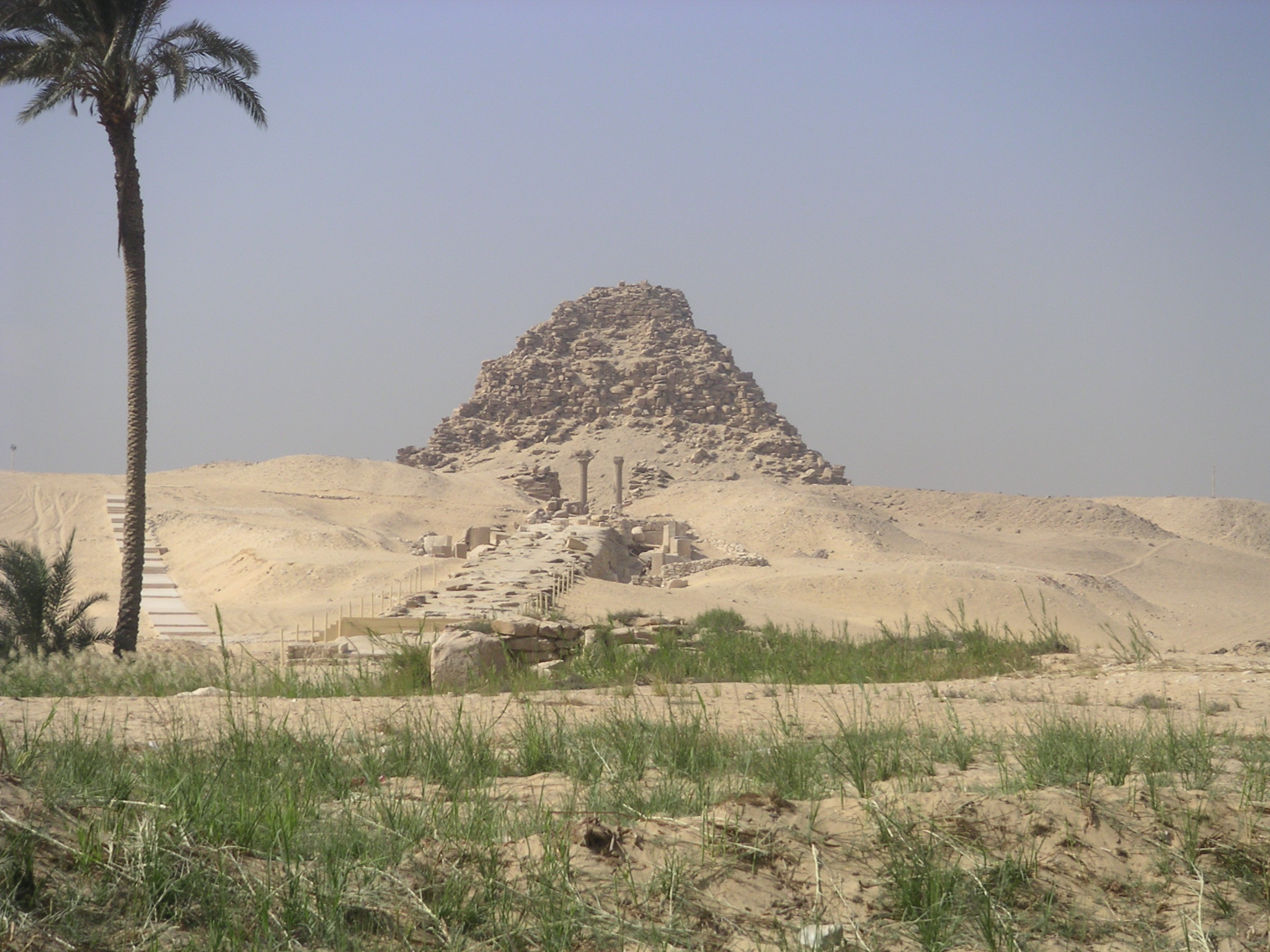
Pirâmide de Sefrés em Abusir

Ignora-se se este rei construiu um templo solar de raiz (o Sekhet-Re, "Campos de Ré") ou se aproveitou a estrutura do rei Userquerés, dando-lhe outro nome. Esta última hipótese sustenta-se no facto do Sekhet-Re não ter sido ainda localizado; porém algumas fontes referem que o Sekhet-Re estava em funcionamento ao mesmo tempo que o templo de Userquerés.
Sefrés foi o primeiro rei a construir um complexo funerário em Abusir, local entre Guiza e Sacará, perto da actual cidade do Cairo, que funcionaria como necrópole dos reis da V dinastia. 
A sua pirâmide tinha cerca de cinquenta metros de altura, mas está hoje em ruínas, reduzida aos trinta e seis metros de altura. A razão principal para esta degradação está relacionada com a utilização de materiais de fraca qualidade. Aparentemente, em vez de se basearem nas técnicas empregues pela IV dinastia, os construtores retrocederam às técnicas da III dinastia. O templo funerário encontra-se em melhor estado, sendo possível observar baixos-relevos que retratam o rei a caçar e nas já referidas cenas de combate aos Líbios.
As inscrições atribuem igualmente um palácio ao rei, mas este também não foi ainda encontrado.